# Compendium
Compendium è una compilation che raccoglie l'opera omnia dei Noi Tre.
Comprende il loro unico singolo ("Un posto dove / Non piangete io sono contento", del 1966), inediti in studio e la registrazione di un concerto del 1968.

## Tracce
1. Rockin' overture (1968)
2. Dirty babe (1968)
3. Double windows blues (1968)
4. Too much monkey business (1968)
5. I'm searching for a window (1968)
6. Crossroads (1968)
7. Don't lie to me (1968)
8. Outside woman blues (1968)
9. Spoonful (1968)
10. Jamming mind (1968)
11. Pipeline (1968)
12. Outside (1967)
13. Un posto dove (1966)
14. Non piangete io son contento (1966)
15. Distruggimi (1966)
16. Se tu non ci sei (1966)